# Сычёв, Василий Андреевич
Василий Андреевич Сычёв (10 (22) апреля 1902 года — 20 января 1959 года) советский военный политработник, генерал-лейтенант (02.11.1944).

## Биография
Родился 22 апреля 1902 года на Урале в семье рабочего. Русский.

### Военная служба
С 1922 года в РККА - курсант Оренбургского пехотного училища.
После окончания училища с 1925 года по 1936 служил на командных и политических должностях в Приволжском военном округе. Член ВКП(б).
С 1937 года военный комиссар  61-го артиллерийского полка.
В 1939 году полковой комиссар Сычёв - военком  9-й мото-бронебригады бригады в группе войск в Монгольской Народной Республике. Участвовал  в боях на реке Халхин-Гол. За боевые отличия в этих боях был награждён  орденом Ленина и монгольским орденом Красного Знамени.
Маршал Советского Союза Г. К. Жуков позднее вспоминал:

Среди политических работников соединений особенно выделялся полковой комиссар Василий Андреевич Сычев – комиссар 9-й мотоброневой бригады, в прошлом уральский рабочий-металлург. Василий Андреевич хорошо помогал своему командиру бригады; нередко в сложной обстановке он становился во главе своих частей и личной смелостью увлекал их на боевой подвиг. В годы Отечественной войны, будучи членом Военного совета армии, он с такой же отвагой осуществлял возложенные на него задачи.
— Г. К. Жуков. Воспоминания и размышления. М., АПН 1971 г. стр.177-178
19 сентября 1940 года Сычёву присвоено воинское звание - бригадный комиссар.
В конце 1940 года назначен военным комиссаром только что сформированной 19-й танковой дивизии.
В  1941 году Сычёв  назначен заместителем командира 1-го воздушно-десантного корпуса Киевского Особого военного округа по политической части.

#### Великая Отечественная война
В начале войны Сычёв в той же должности с 23 июня 1941 года корпус в составе 5-й армии Юго-Западного фронта участвовал в приграничном сражении, затем в Киевской оборонительной операции. Из состава 204-й воздушно-десантной бригады в тыл противника было выброшено 10 воздушных десантов в районы Калинковичи, Рава-Русская, Мозер, Яворов и др. Десантники нарушали вражескую связь, разрушали мосты, взрывали склады боеприпасов. Особенно успешными были ночные действия, которые буквально ошеломляли фашистов.
2 сентября 1941 года Сычёв назначен членом Военного Совета только что сформированной 54-й армии которая была переброшена на северо-западное направление и заняла оборону по правому берегу реки Волхов. С 26 сентября 1941 года армия находилась в составе Ленинградского фронта. Вела наступательные бои с целью прорыва блокады Ленинграда в районе Колпино. Участвовала в Тихвинских оборонительной и наступательной  операциях. Эти операции сыграли важную роль в срыве планов противника по осуществлению полной изоляции Ленинграда. В начале 1942 года армия вела боевые действия на волховском направлении и принимала участие в Любанской операции.
Указом Президиума Верховного Совета СССР от 6 февраля 1942 года "За образцовое выполнение заданий Командования на фронте борьбы с немецкими захватчиками и проявленное при этом доблесть и мужество" — бригадный комиссар Сычёв награждён орденом Красного Знамени.
24 февраля 1942 года  назначен членом Военного Совета  23-й армии,  войска которой обороняли северо-западные подступы к Ленинграду.
30 апреля  1942 года назначен членом Военного Совета  49-й армии занявшей долговременную оборону на рубеже  рек Угра и Ресса. Этот рубеж в ожесточённых боях армия удерживала целый год, — вплоть до марта 1943 года.
6 декабря 1942 года Сычеву присвоено звание генерал-майор.
В марте 1943 года 49-я армия участвствует в Ржевско-Вяземской операции, а с августа в Смоленской операции  наступает в направлении на Спас-Деменск, Стодолище, Хиславичи. Во взаимодействии с войсками 33-й армии освобождает город и железнодорожную станцию Спас-Деменск. В дальнейшем, преодолевая ожесточенное сопротивление противника, к исходу 20 августа 1943 года армия вышла на рубеж Церковщина — Зимцы. Возобновив 28 августа наступление, её войска преодолели лесные массивы южнее Ельни, с ходу форсировали реки Десна и Сож, освободили город Мстиславль  и в начале октября вышли к реке Проня в районе Дрибина, где перешла к обороне.
Указом Президиума Верховного Совета СССР от 28 сентября 1943 года "За образцовое выполнение заданий Командования на фронте борьбы с немецкими захватчиками и проявленное при этом доблесть и мужество" — генерал-майор Сычёв награждён орденом Красного Знамени.
С 24 апреля 1944 года 49-я армия вела боевые действия в составе 2-го Белорусского фронта. Летом приняла участие в операции «Багратион». В ходе Могилевской операции армия прорвала оборону противника, форсировали реки Бася, Реста и Днепр и наряду с 50-й армией 28 июня освободила Могилёв. Вскоре армия приняла участие Минской операции.
Указом Президиума Верховного Совета СССР от 21 июля 1944 года "За умелое и мужественное руководство боевыми операциями и за достигнутые в результате этих операций успехи в боях с немецко-фашистскими захватчиками" — генерал-майор Сычёв награждён орденом Суворова II степени.
Во второй половине июля 1944 года армия была передислоцирована в район юго-западнее города Новогрудок. В ходе Белостокской операции, наряду с другими армиями, 49-я армия прорвала оборону противника на рубеже Гродно — Свислочь. 24 июля освободила польский город Соколка и к исходу 27 июля вышла в район севернее и западнее этого города. К 20 августа армия вышла на рубеж Церковщина — Зимцы. Возобновив 28 августа наступление, армия преодолела леса южнее Ельни, форсировала реки Десна и Сож, 28 сентября освободила Мстиславль. К 15 сентября армия вышла к реке Нарев в районе города Ломжа, где перешла к обороне.
2 ноября 1944 года Сычеву присвоено звание генерал-лейтенант.
В январе 1945 года 49-я армия приняла участие в Восточно-Прусской, в феврале—марте — в Восточно-Померанской операциях, в ходе последней 21 февраля армия освободила город Черск, 8 марта — город Берент, а 30 марта, наряду со 2-й ударной, 65-й и 70-й армиями, овладела городом и крепостью Данциг (Гданьск).
Указом Президиума Верховного Совета СССР от 10 апреля 1945 года "За умелое и мужественное руководство боевыми операциями и за достигнутые в результате этих операций успехи в боях с немецко-фашистскими захватчиками" — генерал-лейтенант Сычёв награждён орденом Богдана Хмельницкого I степени.
Боевой путь 49-я армия завершила в ходе Берлинской наступательной операции, когда армия вела наступление в составе главной ударной группы фронта. К концу операции армия вышла на Эльбу в районе Людвигслюста, где встретилась с частями 2-й английской армии.

#### Послевоенное время
9 июля 1945 года приказом НКО СССР № 0139  освобожден от должности члена Военного совета 49-й армии и назначен членом Военного совета Горьковского ВО.
В августе 1946 года  назначен членом Военного совета Архангельского ВО.
В январе 1947 года  выведен из состава Военного совета Архангельского ВО в связи с упразднением Военного совета.
В январе 1947 года  назначен заместителем командующего войсками Архангельского ВО по политчасти.
В июне 1949 года генерал-лейтенант Сычев освобожден от должности заместителя командующего войсками Архангельского ВО по политчасти.
С июня 1949 по июнь 1950 годов — заместитель командующего войсками Воронежского военного округа по политической части.

## Награды
СССР
- три ордена Ленина (29.08.1939, 29.05.1945, 1947)
- три ордена Красного Знамени (06.02.1942, 28.09.1943, 03.11.1944)
- Орден Богдана Хмельницкого 1-й степени (10.04.1945)
- орден Суворова II степени (21.07.1944)
- Медали в т.ч:
- «За оборону Ленинграда»
- «За Победу над Германией в Великой Отечественной войне 1941—1945 гг.»
- «За взятие Кёнигсберга»

Других государств
- Орден Красного Знамени (МНР, 1939)
- Орден «Крест Грюнвальда» II степени (ПНР, 1945)
- Медаль «За Одер, Нейсе, Балтику» (ПНР, 1945)
- Медаль «Победы и Свободы» (ПНР, 1945)